# UEFA-CAF Meridian-kupa
Az UEFA-CAF Meridian-kupa (angolul: UEFA-CAF Meridian Cup) egy megszűnt, az UEFA és a CAF által szervezett labdarúgókupa volt 18 éven aluli afrikai és európai válogatottak számára számára.

## Eredmények

### Meridian Projekt
| Év             | Rendező     | Döntő           | Döntő    | Döntő           | Bronzmérkőzés   | Bronzmérkőzés        | Bronzmérkőzés |
| Év             | Rendező     | Győztes         | Eredmény | 2. helyezett    | 3. helyezett    | Eredmény             | 4. helyezett  |
| -------------- | ----------- | --------------- | -------- | --------------- | --------------- | -------------------- | ------------- |
| 1997 Részletek | Portugália  | · Nigéria       | 3 – 2    | · Spanyolország | · Portugália    | 2 – 1                | · Görögország |
| 1999 Részletek | Dél-Afrika  | · Spanyolország | 2 – 1    | · Ghána         | · Portugália    | 0 - 0 (3 - 1) (b.u.) | · Egyiptom    |
| 2001 Részletek | Olaszország | · Spanyolország |          | · Olaszország   | · Portugália    |                      | · Csehország  |
| 2003 Részletek | Egyiptom    | · Spanyolország |          | · Svájc         | · Franciaország |                      | · Anglia      |
| 2005 Részletek | Törökország | · Franciaország |          | · Spanyolország | · Törökország   |                      | · Portugália  |

### Új lebonyolítás
| Év             | Rendező       | Döntő   | Döntő    | Döntő        |
| Év             | Rendező       | Győztes | Eredmény | 2. helyezett |
| -------------- | ------------- | ------- | -------- | ------------ |
| 2007 Részletek | Spanyolország | UEFA    | 10 – 1   | CAF          |